# Ансоатегі
Ансоа́тегі (ісп. Estado Anzoátegui) — один із 23 штатів Венесуели, розташований в північно-східному регіоні країни. Ансоатегі добре відомий своїми прекрасними пляжами, які приваблюють багато туристів. Його узбережжя складається з єдиного пляжу довжиною близько 100 км. Адміністративний центр штату — місто Барселона. Площа штату становить 43 300 км², населення — 1 477 900 чоловік (станом на 2007 рік).

## Історія
Штат названий на честь великого героя венесуельської незалежності, Хосе Антоніо Ансоатегі (1789-1819), він має свою власну історію. Місто Барселона, яке в даний час є столицею штату, було засноване в 1677 році. Теперішня площа Ансоатегі входила до складу провінції Кумана, яка була частиною Венесуели, поряд з іншими провінціями. У 1810 році він був відділений від провінції.

## Географія
Ансоатегі розташований в північно-східній частині країни і межує з штатами Монагас і Сукре на схід, Болівар на півдні, Гуарико на захід, Міранда на північному заході та Карибським морем на півночі.

## Економіка
В економіці Ансоатегі домінує головний ресурс Венесуели — нафта. Тут розташовані офіси компанії «Complejo Petroquímico de Jose», одного з найбільших нафтохімічних підприємств у Латинській Америці. Тим не менш, у штаті також процвітає рибальство і туризм.

## Муніципалітети штату
- Анако (Анако)
- Арагуа (Арагуа де Барселона)
- Дієго-Баутіста-Урбанеха (Лечерія)
- Фернандо-де-Пеняльвер (Пуерто-Піриту)
- Франсіско-де-Кармен Карвахаль (Валле-де-Гуанапе)
- Франсіско-де-Міранда (Паріягуан)
- Гуанта (Гуанта)
- Індепенденсія (Соледад)
- Хосе-Грегоріо-Монагас (Мапіре)
- Хуан-Антоніо-Сотільйо (Пуерто-ла-Крус)
- Хуан-Мануель-Кахігаль (Оното)
- Лібертад (Сан-Матео)
- Мануель-Езеккіль-Брусуал (Кларінес)
- Педро-Марія-Фрейтес (Кантаура)
- Піриту (Піриту)
- Сан-Хосе-де-Ганіпа (Сан-Хосе-де-Ганіпа / Ель-Тігрито)
- Сан-Хуан-де-Капістрано (Бока-де-Учире)
- Санта-Ана (Санта-Ана)
- Симон-Болівар (Барселона)
- Симон-Родрігес (Ель-Тігре)
- Сер-Артур-Макгрегор (Ель-Чапарро)

## Гімн
Текст: Енріке Перес Валенсія. Музика: Сезар Рамірес Гомес

Coro

Ayer fuiste pujante y altiva, 

En la lucha sangrienta y tenaz; 

más ya, patria te ciñes la oliva; 

y hoy tu gloria se funda en la paz. I 

¡Patria ilustre! tus hijos recuerdan 

con orgullo la trágica lucha: 

¡aun parece que en torno se escucha 

el tremendo rugir del cañón! 

Fue la prueba temible tan larga, 

que la sangre a torrentes vertiste, 

y en la homérica lid te creciste, 

esforzando el marcial corazón. 

II

En los brazos de insignes guerreros, 

Con Anzoátegui, Freites, Monagas, 

arrasaste las bélicas plagas 

y te erguiste triunfante doquier; 

En la liza feral y gloriosa 

Contra Iberia de heroica porfía, 

tuya fue la postrer bizarría; 

tuya fue la victoria postrer. 